# مجلس اللوردات البروسي
مجلس اللوردات البروسي (بالألمانية: Preußisches Herrenhaus)‏ في برلين كان المجلس الأعلى للاندتاج البروسي، برلمان بروسيا من 1850 إلى 1918. جنبا إلى جنب مع مجلس النواب، مجلس النواب ( Abgeordnetenhaus )، شكل المجلس التشريعي البروسي ثنائي المجلس.

## مملكة بروسيا

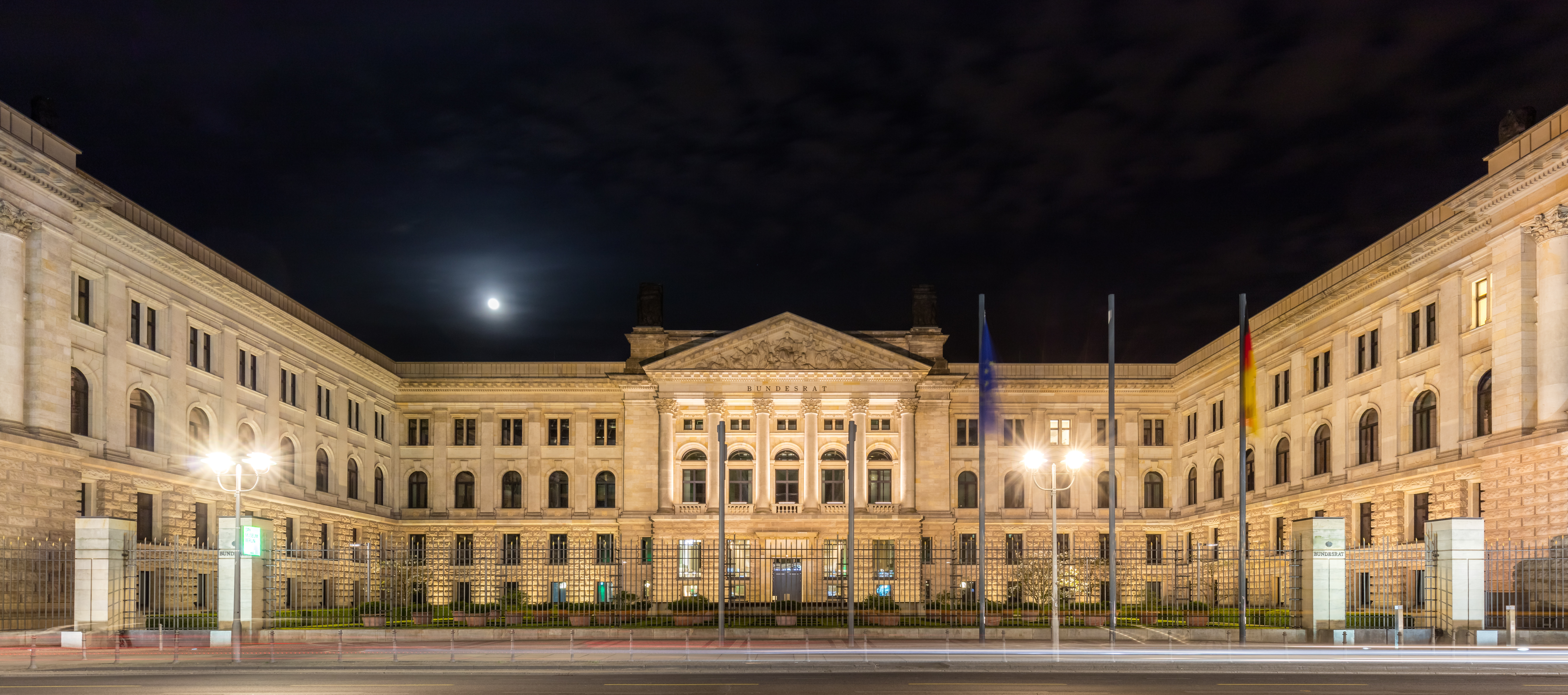
عرض ليلا

على غرار مجلس اللوردات في المملكة المتحدة، تم إنشاء Herrenhaus بعد ثورة 1848 مع اعتماد دستور مملكة بروسيا الذي فرضه الملك فريدريك وليام الرابع في 31 يناير 1850.
كان أحد أعضاء مجلس اللوردات يُعرف باسم الزوج (انظر أيضًا الزوج )، أو رسميًا كعضو في مجلس اللوردات البروسي ( Mitglieder des preußischen Herrenhauses، أو MdH). يتكون المنزل من أقران وراثيين، وأقران حياة يعينهم ملك بروسيا، وأقران بحكم المنصب، وممثلين عن المدن والجامعات، إلخ. كان غالبية الأعضاء من النبلاء، على الرغم من أن مجلس النواب كان لديه عامة أيضًا كأعضاء، خاصة بين ممثلي المدن والجامعات. كان التقسيم كما يلي:
- أمراء البيت الملكي لهوهينزوليرن الذين وصلوا إلى أغلبيتهم
- الأعضاء الذين لديهم حق وراثي:
  - رئيس بيت هوهينزولرن الأميري
  - رؤساء الولايات الألمانية السابقة الإمبراطورية الرومانية المقدسة في الأراضي البروسية الملكي — هذه كانت في المقام الأول الوساطة الألمانية المنازل الأميرية (ما يسمى Standesherren، شاغلي بلدان دولة)، مثل Arenberg، بينثيم-في Steinfurt ، كروي، إيزنبورغ، وهو (كما Ysenburg) و Salm-Horstmar و Salm-Salm و Sayn-Wittgenstein-Berleburg و Sayn-Wittgenstein-Hohenstein و Solms-Hohensolms-Lich و Solms-Rödelheim-Assenheim و Stolberg-Wernigerode و Wied .
  - أعضاء آخرون لديهم حق وراثي — هؤلاء كانوا في المقام الأول أمراء وتهم من الأراضي التي ضمتها بروسيا على مر القرون ، مثل دوق شليسفيغ هولشتاين، وكونس فيستفالن ، وهيجن-فيليبستفال.
- أعضاء الحياة:
  - أصحاب التعيينات أربعة الدار الكبيرة (غروس Hofämter) من المملكة — كانت هذه ستيوارد الدولة (Landhofmeister)، والمستشار (KANZLER)، المارشال لورد (Obermarschall)، وburgrave الرب (Oberburggraf).
  - الأعضاء الذين كلفهم الملك — هؤلاء كانوا من النبلاء والعامة، وشملوا جنرالات وأدميرالات مختارين، وكبار المسؤولين الحكوميين، وقادة الأعمال، والمحسنين.
  - الأعضاء الذين تم استدعاؤهم من خلال العرض التقديمي — كانوا في المقام الأول من أصحاب العقارات النبيلة ، وممثلي الجامعة ، وعمدة المدن الذين تم منحهم حق العرض.

## دولة حرة
مع الثورة الألمانية من 1918-1919 وسقوط ملكية آل هوهنتسولرن الناتجة عن الحرب العالمية الأولى، تم حل مجلس اللوردات البروسي من قبل حكومة الوزير بول هيرش. وفقًا لدستور 1920 لدولة بروسيا الحرة، تم استبدالها بـ Staatsrat (مجلس الولاية) للممثلين المفوضين من قبل جمعيات برلمان الولاية في المقاطعات. خدم عمدة كولونيا كونراد أديناور كرئيس لمجلس الدولة من عام 1921 حتى النازي ماتشرجريفونج في عام 1933.